# NGC 2789
NGC 2789 je galaksija u zviježđu Raku.

## Vanjske poveznice
- SEDS: NGC 2789